# Route nationale 8bis
La route nationale 8bis (RN 8bis o N 8bis) è stata una strada nazionale francese che partiva da Marsiglia e terminava ad Pourcieux.

## Percorso
Cominciava nel centro della città, dalla quale usciva risalendo lungo il corso del Jarret ed attraversando Plan-de-Cuques per poi scollinare a 400 m s.l.m.. Dopo Auberge-Neuve (frazione di Cadolive), continuava verso nord-est e giungeva a Peynier e a Trets. Fino a questo punto fu declassata a D908 nel 1972, mentre l’ultimo tratto fu assegnato alla D6. Oltrepassata Trets terminava all’incrocio con la N7 poco ad ovest di Pourcieux.